# 大緑仁吉
大緑 仁吉（おおみどり にきち、1880年1月3日 - 1954年7月19日）は、現在の福井県福井市出身で高砂部屋に所属した大相撲力士。本名は帰山 仁吉。8代大山。179cm、94kg。最高位は東前頭3枚目。

## 経歴
1901年1月初土俵、1907年1月十両昇進。1908年1月、6勝2分2休で、現在なら十両優勝にあたる成績をあげ、翌5月場所で新入幕。3場所連続の好成績で3枚目まで躍進するが、以後は下降線を辿り、十両に陥落。1912年5月に引退して大山を襲名した。1938年5月に廃業し、瀬戸物業を営んだ。

## 成績
- 幕内7場所24勝22敗10休14分預

## 改名
改名歴なし